# تیلار (آرکانسا)
تیلار (به انگلیسی: Tillar) یک شهر در ایالات متحده آمریکا است که در آرکانزاس واقع شده‌است. تیلار ۱٫۹۱ کیلومتر مربع مساحت و ۲۲۵ نفر جمعیت دارد و ۴۵ متر بالاتر از سطح دریا واقع شده‌است.